# 天主教威熱教區
天主教威熱教區（拉丁語：Dioecesis Uiiensis）是安哥拉一個羅馬天主教教區，屬馬蘭熱總教區。
卡爾莫納暨聖薩爾瓦多教區成立於1967年3月14日，1979年5月16日易名至今。
教區位於威熱省。2010年有教友813,000人（佔轄區總人口51.2%）、廿十個堂區、五十名司鐸。現任教區主教為埃米利奧·孫貝萊洛。